# آدام پینتر
آدام پینتر (مجاری: Pintér Ádám؛ زادهٔ ۱۲ ژوئن ۱۹۸۸) یک بازیکن فوتبال اهل مجارستان است که اکنون در پست هافبک برای تیم فرنس‌واروش بازی می‌کند.
از دیگر باشگاه‌هایی که در آن بازی کرده‌است می‌توان به رئال ساراگوسا و باشگاه فوتبال ام‌تی‌کی بوداپست اشاره کرد.
وی همچنین در تیم ملی فوتبال مجارستان بازی کرده است.